# Abitabilità di un sistema planetario di una nana arancione

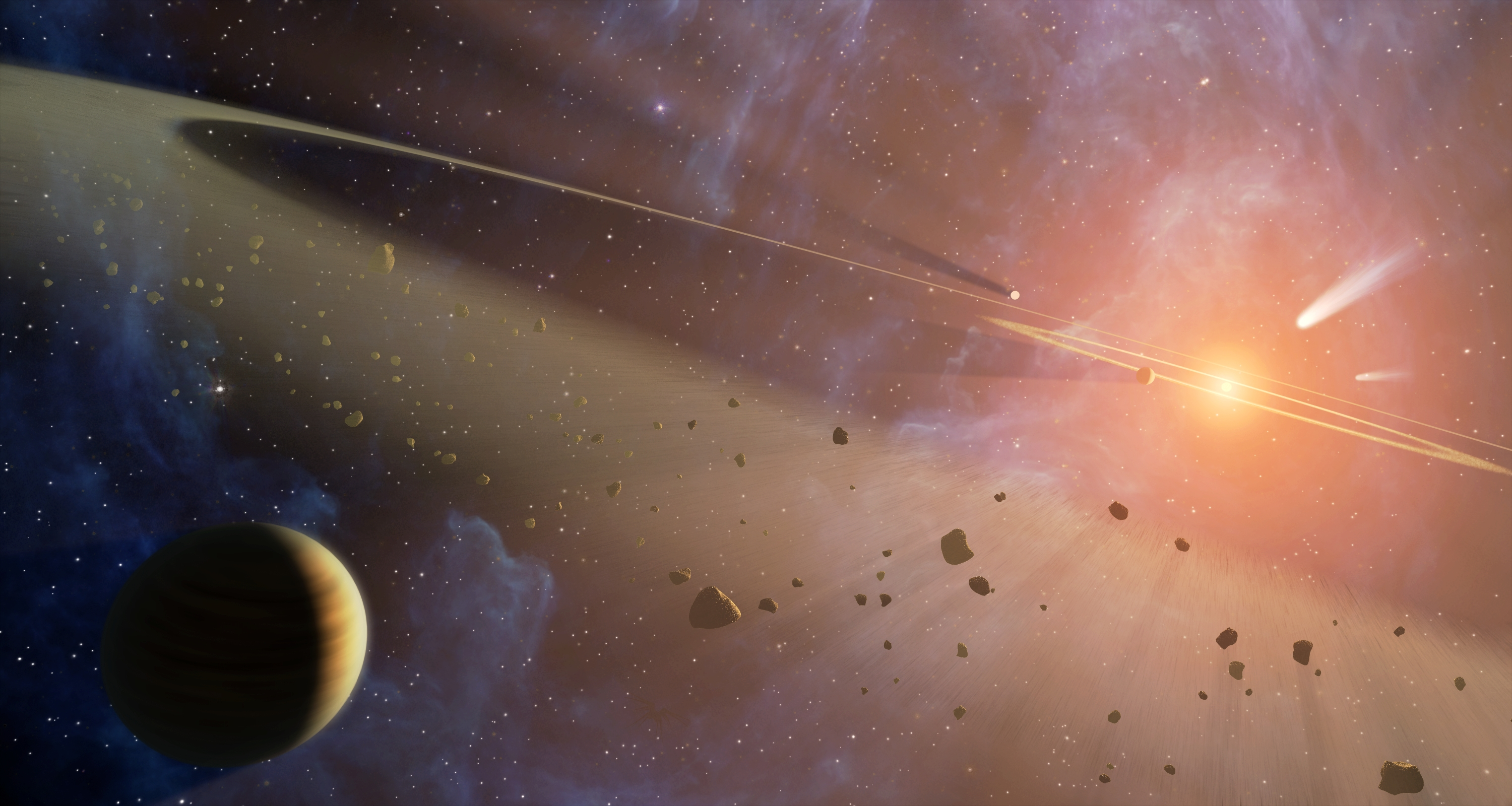
Rappresentazione artistica del sistema di Epsilon Eridani, una nana arancione.

L'abitabilità dei sistemi planetari delle nane arancioni è oggetto di studio per gli esperti di astrofisica, astrobiologia e esoplanetologia. Le nane arancioni, o stelle di classe K V, sono stelle che per massa, raggio e luminosità si situano a metà strada tra le nane gialle come il Sole e le nane rosse, e potrebbero essere ottime candidate per ospitare pianeti adatti alla vita extraterrestre, con diversi vantaggi rispetto all'abitabilità dei pianeti che orbitano attorno alle nane rosse, e anche alcuni vantaggi rispetto alle stelle come il Sole.
Queste stelle rimangono stabili nella sequenza principale più a lungo del Sole, concedendo più tempo perché la vita possa formarsi e svilupparsi su un pianeta attorno ad esse. Le nane arancioni emettono radiazioni nello spettro dei raggi non-UV sufficienti a fornire una temperatura che permetterebbe all'acqua liquida di esistere sulla superficie di un pianeta situato nella zona abitabile. Inoltre, dipendendo anche dalla grandezza, le zone abitabili attorno a queste stelle sono sufficientemente lontane perché un pianeta non vada in rotazione sincrona, rivolgendo sempre lo stesso emisfero verso la stella, come capita spesso invece per i pianeti orbitanti attorno a piccole nane rosse. Inoltre, la maggior distanza mette maggiormente al riparo i pianeti da improvvisi e violenti brillamenti, peraltro più frequenti nelle stesse nane rosse.
Rispetto alle analoghe solari invece, queste stelle hanno il vantaggio di emettere meno radiazione ultravioletta e raggi X, solitamente nocivi per la vita, e questo, unito al loro ciclo vitale, le rende ottime candidate per la ricerca di forme di vita aliene.

## Caratteristiche
A seconda della loro massa, le nane arancioni hanno una temperatura compresa tra 3 500 a 5 000 K e una massa da 0,6 a 0,9 masse solari. Dato che la speranza di vita di una stella è inversamente proporzionale alla sua massa e alla sua luminosità, una nana arancione può rimanere nella sequenza principale da 20 a 40 miliardi di anni, contro i 10 miliardi di anni del ciclo vitale del Sole. Dopo le numerosissime nane rosse, le stelle di tipo K sono le seconde più comuni nell'universo, con una percentuale del 9% sulla popolazione totale di stelle, e sono 3-4 volte più comuni delle nane gialle come il Sole.

## Zona abitabile

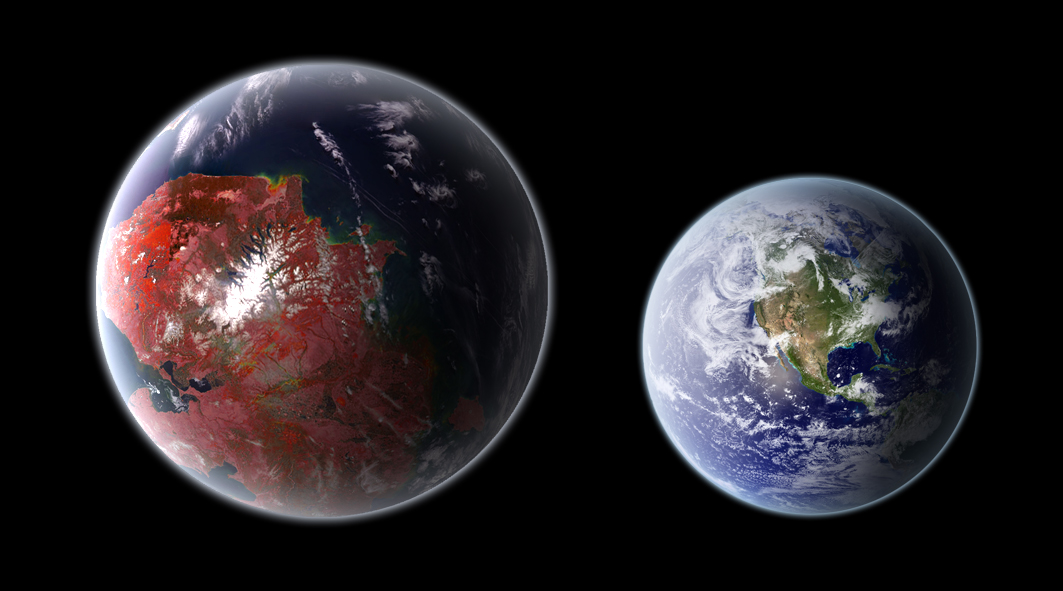
Kepler442 b, qui comparato con la Terra, è un analogo terrestre che orbita nella zona abitabile di una nana arancione.

La zona abitabile attorno ad una nana arancione va mediamente da 0,3 a 1 UA, anche se potrebbe essere un po' più ampia, soprattutto verso l'esterno, e varia comunque in funzione delle dimensioni e della luminosità della stella. Mentre per una stella di classe K5 e 0,64 R☉ la zona abitabile va da 0,342 a 0,67 UA, per una stella di tipo K0 e 0,83 R☉ va da 0,604 a 1,188 UA. A quelle distanze difficilmente un pianeta avrebbe una rotazione sincrona per effetti mareali, e sarebbe sufficientemente lontano da deleterie espulsioni di massa coronali della sua stella, anche se, rispetto alle nane rosse, le nane arancioni sono generalmente più stabili. Nelle loro fasi iniziali, le stelle di classe M hanno macchie in superficie che possono ridurre la loro luminosità del 40% per diversi mesi, mentre i flare improvvisi possono duplicarne la luminosità in pochi minuti
Specialmente verso il bordo esterno della zona abitabile, i pianeti attorno a nane arancioni riceverebbero una quantità giusta di radiazioni per poter avere acqua liquida in superficie, senza ricevere un eccesso di radiazione ultravioletta che potrebbe spazzar via la loro atmosfera.

## Potenzialmente abitabili
Nonostante le stelle simili al Sole abbiano in passato ricevuto maggiori attenzioni dai cacciatori di esopianeti, nuove ricerche hanno suggerito che attorno alle nane arancioni potrebbero esistere i migliori pianeti candidati ad ospitare la vita. Nel 2014, gli astrofici René Heller e John Armstrong hanno suggerito che potrebbero esistere pianeti più abitabili della Terra, i cosiddetti pianeti superabitabili. Una delle caratteristiche di questi pianeti è che appartengano ad un sistema di una nana arancione.
Secondo i loro studi le nane arancioni hanno migliori livelli, per la vita, di emissione di radiazioni. Tutte le stelle passano per un periodo iniziale della loro vita di intensa attività, con repentini cambi di luminosità e di attività, la cui durata è inversamente proporzionale alla loro massa. Per una stella gialla come il Sole questo periodo dura all'incirca 500 milioni di anni, mentre una nana rossa può rimanere in questa fase fino a 3 miliardi di anni. Dopo questo periodo, le stelle rimangono relativamente stabili per il resto della loro vita nella sequenza principale. Nelle nane rosse il lungo periodo di intensa radiazione potrebbe far disperdere l'atmosfera di pianeti posti nella zona abitabile, e la loro radiazione ultravioletta sarebbe troppo bassa per permettere la sintesi di alcuni biocomposti essenziali. Al contrario, rispetto alle nane gialle, le nane arancioni hanno un più lungo periodo di attività iniziale con intensa attività ultravioletta, tuttavia molto più breve rispetto alle nane rosse, e nello stesso tempo, quando si stabilizzano, emettono meno radiazioni del Sole, comunque sufficienti per sostenere i processi chimici necessari per la vita, ma con il vantaggio che eventuali organismi viventi probabilmente non avrebbero bisogno di protezione come gli organismi terrestri, protetti anche dalla cappa di ozono dell'atmosfera terrestre e dal suo campo magnetico.
Alcuni scienziati del SETI e della NASA hanno formulato l'ipotesi che il processo della fotosintesi sia possibile anche su pianeti attorno a nane rosse. Il colore delle piante, che varia in funzione della radiazione ricevuta, su un pianeta attorno ad una nana arancione potrebbe essere arancio o rosso.

## Pianeti di nane arancioni potenzialmente abitabili
Sotto, una lista di esopianeti orbitanti attorno a nane arancioni situati nella zona abitabile e con l'indice di similarità terrestre più elevato.
| Pianeta       | ESI  | Distanza | M⊕    | R⊕   | Temperatura (K) | anno scoperta |
| ------------- | ---- | -------- | ----- | ---- | --------------- | ------------- |
| Terra         | 1,00 | 0        | 1     | 1    | 255             | -             |
| Kepler-442 b  | 0,84 | 1292     | -     | 1,34 | 233             | 2015          |
| Kepler-62 e   | 0,83 | 1200     | -     | 1,61 | 261             | 2013          |
| Kepler-1544 b | 0,80 | 349      | -     | 1,8  | 248             | 2016          |
| Kepler-283 c  | 0,79 | -        | -     | 1,8  | 248             | 2014          |
| Kepler-1410 b | 0,78 | -        | -     | 1,74 | 274             | 2016          |
| Kepler-440 b  | 0,75 | 851      | -     | 1,43 | 273             | 2015          |
| HD 40307 g    | 0,74 | 42       | ≥ 7.1 | 1,8? | 227             | 2012          |
| Kepler-61 b   | 0,73 | 1024     | -     | 2,2  | 267             | 2013          |
| Kepler-443 b  | 0,71 | 2541     | -     | 2,3  | 247             | 2015          |
| Kepler-1540 b | 0,70 | 854      | -     | 2,5  | 250             | 2016          |
| Kepler-174 d  | 0,61 | 1174     | -     | 2,2  | 247             | 2016          |